# Jerry Paris
William Gerald Paris, detto Jerry (San Francisco, 25 luglio 1925 – Los Angeles, 31 marzo 1986), è stato un attore e regista statunitense.

## Filmografia parziale

### Attore
Cinema
- La preda della belva (Outrage), regia di Ida Lupino (1950)
- Il selvaggio (The Wild One), regia di László Benedek (1953)
- L'ammutinamento del Caine (The Caine Mutiny), regia di Edward Dmytryk (1954)
- Il treno del ritorno (The View from Pompey's Head), regia di Philip Dunne (1955)
- Marty, vita di un timido (Marty), regia di Delbert Mann (1955)
- Senza catene (Unchained), regia di Hall Bartlett (1955)
- Ora zero (Zero Hour!), regia di Hall Bartlett (1957)
- La signora prende il volo (The Lady Takes a Flyer), regia di Jack Arnold (1958)
- La pallottola senza nome (No Name on the Bullet), regia di Jack Arnold (1959)
- Il prezzo del successo (Career), regia di Joseph Anthony (1959)

Televisione
- Celebrity Playhouse – serie TV, episodio 1x12 (1955)
- Crossroads – serie TV, episodio 1x04 (1955)
- TV Reader's Digest – serie TV, episodi 1x25-2x28 (1955-1956)
- The 20th Century-Fox Hour – serie TV, episodi 1x08-2x17 (1956-1957)
- Navy Log – serie TV, episodi 1x21-2x02 (1956)
- Crusader – serie TV, episodio 1x15 (1956)
- Telephone Time – serie TV, episodio 3x06 (1957)
- Steve Canyon (1958)
- Sugarfoot – serie TV, episodio 2x02 (1958)
- Gli intoccabili (1959)
- The Alaskans – serie TV, episodio 1x21 (1960)
- Michael Shayne (1960)
- The Dick Van Dyke Show (1961)
- I detectives (The Detectives) – serie TV, episodio 3x13 (1962)
- Ben Casey – serie TV, episodio 2x02 (1962)
- Undicesima ora (1963)
- Il fuggiasco (1963)

### Regista
Cinema
- Non alzare il ponte, abbassa il fiume (Don't Raise the Bridge, Lower the River) (1968)
- L'incredibile furto di Mr. Girasole (Never a Dull Moment) (1968)
- Uffa papà quanto rompi! (How Sweet It Is!) (1968)
- Star Spangled Girl (1971)
- Scuola di polizia 2 - Prima missione (Police Academy 2: Their First Assignment) (1985)
- Scuola di polizia 3 - Tutto da rifare (Police Academy 3: Back in Training) (1986)

Televisione
- The Dick Van Dyke Show (1963-1966)
- I mostri (1964)
- Quella strana ragazza (1966)
- Here's Lucy (1968)
- Love, American Style (1969)
- Uno sceriffo a New York (1970)
- Mary Tyler Moore (1970)
- La strana coppia (1970)
- A piedi nudi nel parco (1970)
- The Feminist and the Fuzz (1971)
- Le pazze storie di Dick Van Dyke (1971)
- What's a Nice Girl Like You...? (1971)
- Happy Days (1974-1984)
- Le rocambolesche avventure di Robin Hood contro l'odioso sceriffo (1975)
- Le ragazze di Blansky (1977)
- Ancora tu (1986)

## Riconoscimenti
- Primetime Emmy Awards
  - 1964 – Miglior regia per una serie commedia per The Dick Van Dyke Show

## Doppiatori italiani
Nelle versioni italiane dei film interpretati da attore, Jerry Paris è stato doppiato da:
- Pino Locchi in L'ammutinamento del Caine, La signora prende il volo